# Spada mamelucca

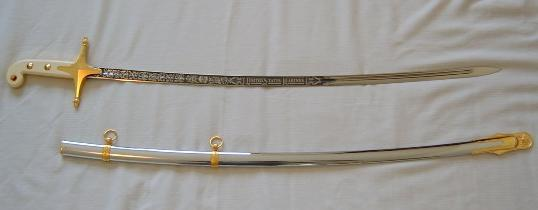
Sciabola d'ufficiale degli U.S. Marines derivata dalla spada mamelucca nel 1826

La spada mamelucca è una sciabola con guardia a croce tradizionalmente portata dai mamelucchi d'Egitto. L'arma deriva dalla shamshir di Persia e dal kilij, la scimitarra dei turchi, ma presenta una lama decisamente meno curva, più vicina alla linea della sciabola occidentale. Nel XIX secolo, la spada mamelucca venne adottata da diverse forze militari occidentali come l'esercito francese, l'esercito britannico, l'esercito degli Stati Uniti ed il Corpo di Stato Maggiore della Regia Armata Sarda e del Regio Esercito Italiano.